# Clase Léon Gambetta
La ' Clase Léon Gambetta' fue una serie de tres cruceros acorazados que navegaron bajo la bandera de la Marina Francesa. Esta clase era el desarrollo de la anterior Clase Gloire. 

## Los buques
| Nombre        | Botadura              | Alistamiento       | Baja                           | Imagen |
| ------------- | --------------------- | ------------------ | ------------------------------ | ------ |
| Léon Gambetta | 26 de octubre de 1901 | septiembre de 1903 | hundido el 27 de abril de 1915 |        |
| Jules Ferry   | agosto de 1903        | septiembre de 1905 | 19 de enero de 1927            |        |
| Victor Hugo   | 30 de marzo de 1904   | 1907               | 2 de enero de 1928             |        |

## Historial operacional
El Léon Gambetta fue construido en los astilleros de Brest (Francia). Durante sus pruebas de navegación, sufrió un accidente al tocar con su quilla una roca y su reparación duró varios meses.
Participó en la Primera Guerra Mundial en el teatro de operaciones del Mediterráneo, donde fue hundido por el submarino austriaco SM U-V, el 27 de abril de 1915.
El Jules Ferry fue construido en los astilleros de Lorient (Francia) y participó en la Primera Guerra Mundial, formando parte de la 2ª División de Cruceros de la Flota del Mediterráneo.
Fue dado de baja en 1927 y vendido para su desguace al año siguiente.
El Victor Hugo también fue construido en Lorient y formó parte de la Flota del Mediterráneo durante la Primera Guerra Mundial.
Rearmado en 1922, pasó a formar parte de la Flota del Atlántico y realizó un crucero por Extremo Oriente, antes de pasar a la reserva.
Fue dado de baja en 1928 y vendido para su desguace en 1930.

## Enlaces externos

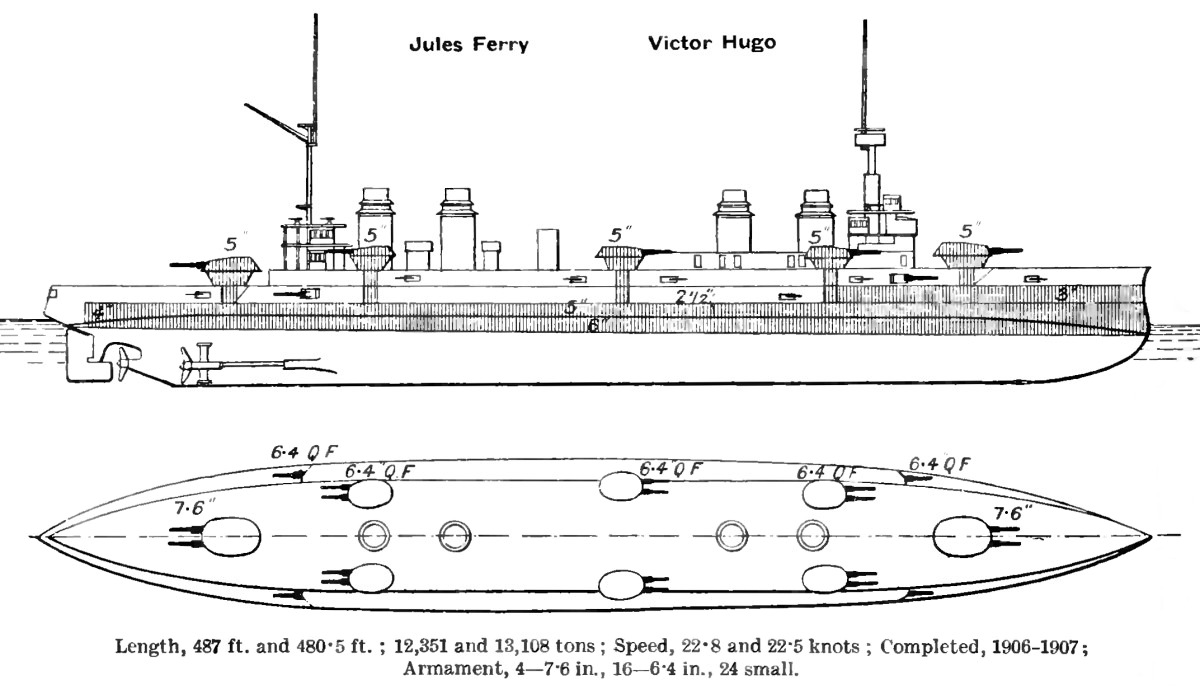
Perfil y planta de la Clase Léon Gambetta